# Willy Miksch

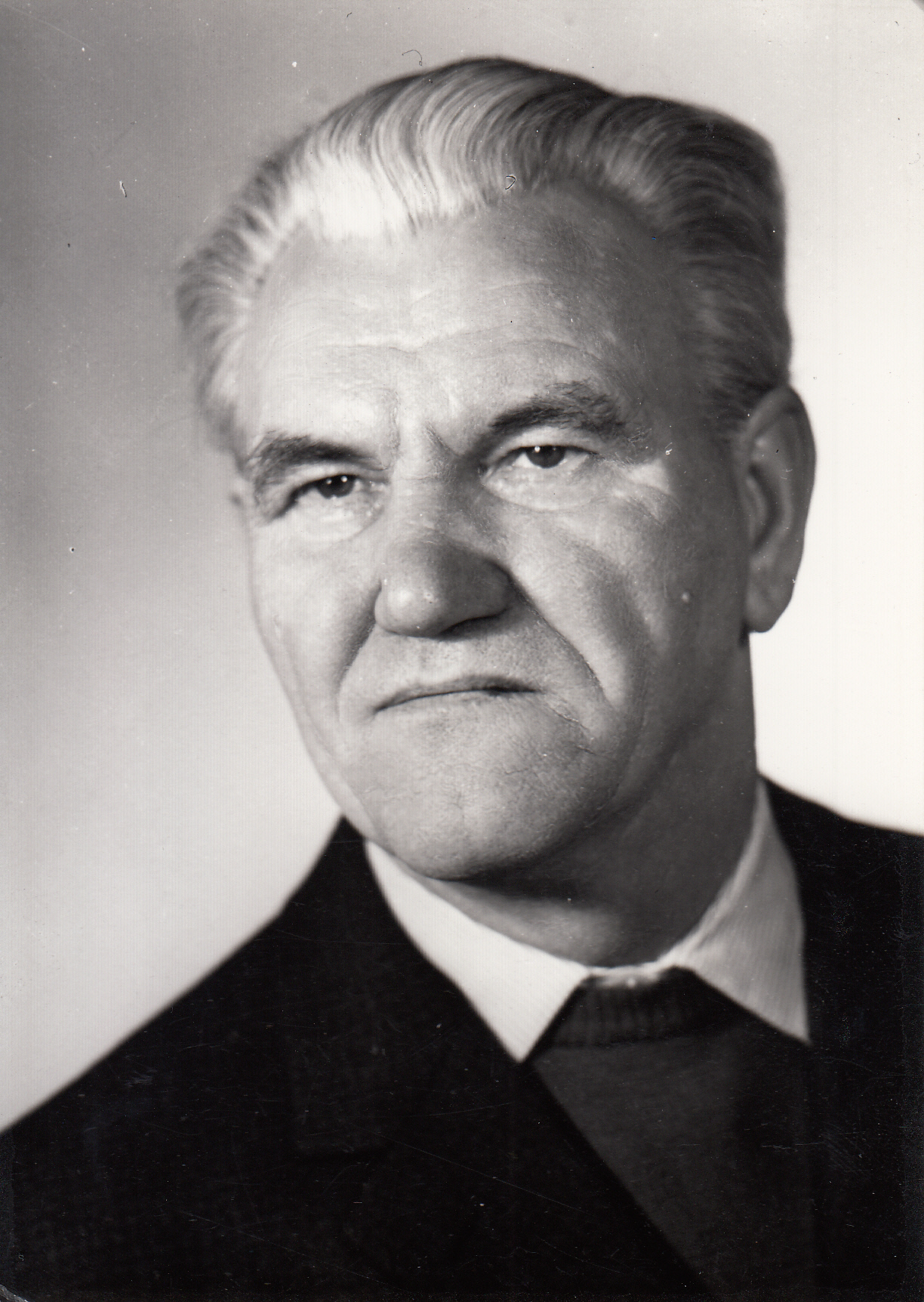

Willy Miksch (* 26. Februar 1904 in Wien; † 10. März 1992 ebenda) war ein österreichischer Arbeiterdichter und Schriftsteller.

## Leben
Willy Miksch kam aus einer Arbeiterfamilie, erlernte den Beruf des Schriftsetzers und publizierte ab 1924 Gedichte in diversen Zeitschriften und Zeitungen. Während der Weltwirtschaftskrise arbeitete er als Badewart, Hilfsarbeiter und Erzieher. 1933 war er Funktionär der Vereinigung sozialistischer Schriftsteller. Willy Miksch verfasste über 100 Sprechchorwerke mit politischer Thematik für die Roten Spieler, die Politische Bühne (Zeitschrift der sozialistischen Veranstaltungsgruppen) sowie etliche Gedichte. Mehrere von diesen wurden in Vertonungen von Kurt Pahlen oder Erwin Weiss veröffentlicht: z. B. Das Lied der blauen Blusen (1932, Musik: Pahlen), Sechzehn Jahre (1935, Musik: Pahlen), Du, Jungkamerad (1935, M: Pahlen), Das Lied vom Alltag (Liederfolge, M: Pahlen, 1935 Rundfunksendung). Es erschienen Beiträge von ihm in der sozialistischen Presse, er hielt Vorträge zu Jugendthemen und er kreierte Sprechchorwerke in der Arbeiter-Festkultur, wie etwa 1932 die Revue Funkturm der Welt im Ottakringer Arbeiterheim. Nach dem Ende der Demokratie in Österreich 1934 wurde Willy Miksch Mitglied der 1936 von Viktor Matejka gegründeten Vereinigung Österreichischer Arbeiterschriftsteller. 
Im Zweiten Weltkrieg war er Sanitäter in der Wehrmacht in Polen und Frankreich. Er kehrte 1946 aus US-amerikanischer Kriegsgefangenschaft zurück und nahm seine literarische Tätigkeit wieder auf. Er gestaltet Rundfunksendungen für den Österreichischen Gewerkschaftsbund und schrieb u. a. Jugendbücher über österreichische Erfinder und Entdecker. Bekannt wurde er nach 1945 durch die Vertonung des Gedichts Die Solidarität durch Erwin Weiss. In einem Literaturwettbewerb der Arbeiterkammer und im Kompositionswettbewerb der Stadt Wien wurde er 1950 ausgezeichnet. Er arbeitete hauptberuflich als Verwaltungsbeamter der Stadt Wien und im Statistischen Amt.
Der Nachlass von Miksch befindet sich im Dokumentationsarchiv des österreichischen Widerstandes in Wien.

## Werke
- Das grosse Abenteuer. Die steinerne Bahn, Wien 1962
- Das grosse Abenteuer. Zwischen Rad und Schraube. Zwischen Rad und Schraube, Wien 1962
- Das grosse Abenteuer. Der Retter der Mütter. Wien 1967
- Das grosse Abenteuer. Herr über Wässer und Berge : Aus d. Leben d. grossen Wiener Geologen Eduard Suess, Wien 1968